# François Baillairgé
François Baillairgé (ur. 21 stycznia 1759 w Quebecu, zm. 15 sierpnia 1830 tamże) – kanadyjski rzeźbiarz, malarz i architekt.

## Życiorys
Gdy miał 14 lat, zaczął się uczyć rzeźbienia w drewnie. W  1778 udał się do Paryża, gdzie do 1781 uczył się rzeźbiarstwa pod kierunkiem Jeana-Baptiste Stoufa i malarstwa pod kierunkiem Jean-Jacques’a Lagrené’a w Academié des Beaux-Arts. Po powrocie do Kanady zajął się przeszczepianiem na grunt kanadyjski tendencji obowiązujących w ówczesnej francuskiej sztuce. Wraz z bratem Florentem i synem Thomasem założył pracownię zajmującą się głównie dekorowaniem lokalnych kościołów w stylu łączącym elegancję rokoka z klasycyzującymi elementami stylu Ludwika XVI. Główne jego dzieła to katedra Notre Dame w Quebecu (1786-1792), kościoły w Neuville (1800-1802) i Montmorency (1815-1829).